# Jimi Mistry

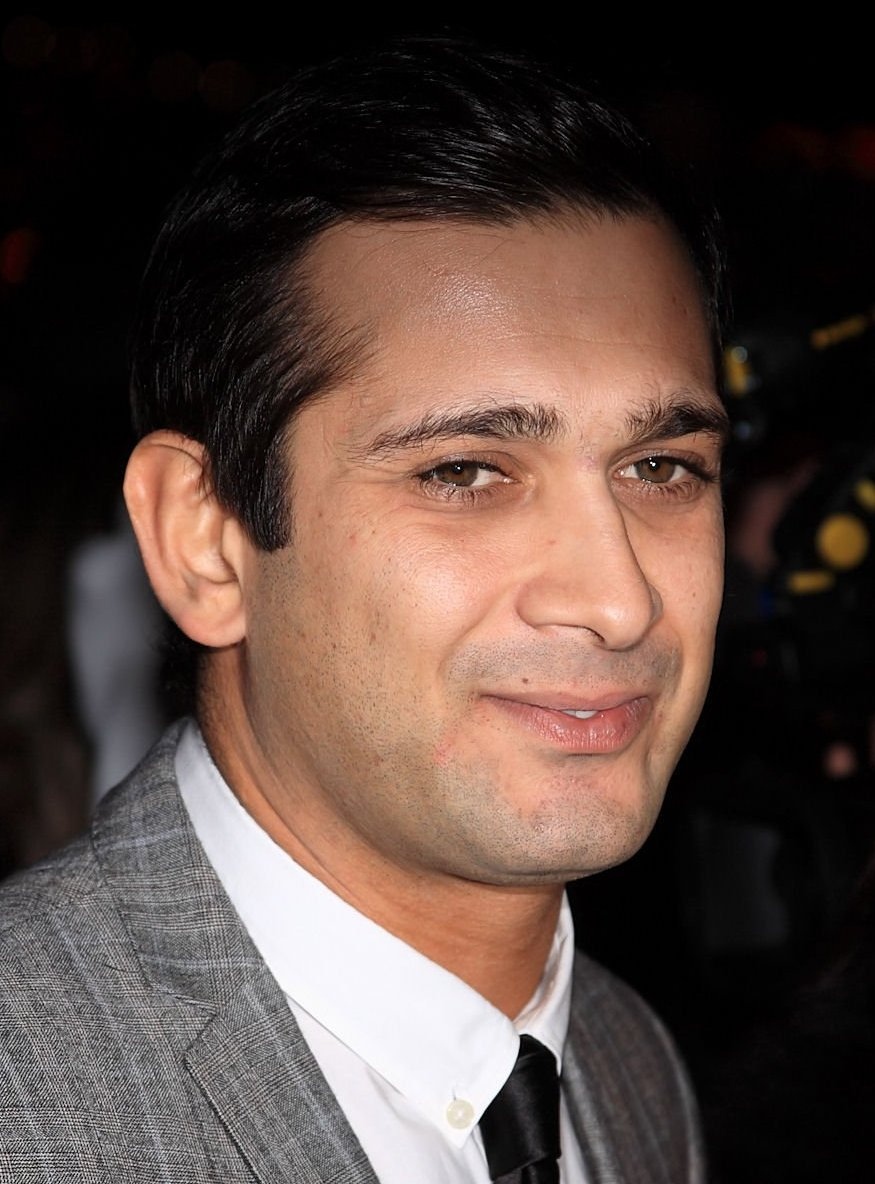
Jimi Mistry (2010)

Jimi Mistry (* 1973 in Scarborough, England) ist ein britischer Schauspieler.

## Leben und Leistungen
Der Vater von Jimi Mistry ist Inder, seine Mutter stammt aus Irland. Mistry studierte an der Birmingham School of Speech & Drama. Er debütierte mit einer Kleinrolle (als zweiter Seemann) im Filmdrama Hamlet (1996) von und mit Kenneth Branagh. Im Jahr 1999 trat er im Theaterstück East is East sowie in der gleichnamigen Filmkomödie, die vier BAFTA-Nominierungen und zahlreiche andere Preise erhielt, auf. In den Jahren 1999 bis 2000 spielte er in der Fernsehserie EastEnders die Rolle von Dr. Fred Fonseca.
Im Filmdrama My Kingdom (2001) trat Mistry an der Seite von Richard Harris auf. In der Komödie Der Super-Guru (2002) mit Heather Graham und Marisa Tomei übernahm er die Hauptrolle, in der Komödie The Truth About Love (2004) spielte er neben Jennifer Love Hewitt eine der größeren Rollen. In der Komödie Touch of Pink (2004) spielte er die Hauptrolle, in einer weiteren Rolle trat Kyle MacLachlan auf.
Mistry ist seit dem Jahr 2001 verheiratet und hat eine Tochter.

## Filmografie (Auswahl)
- 1996: Hamlet
- 1998: Silent Witness (Fernsehserie, Folgen 3x03 und 3x04)
- 1998–2000: EastEnders (Fernsehserie, 40 Folgen)
- 1999: East is East
- 2000: Anxiety
- 2000: Born Romantic
- 2001: My Kingdom
- 2001: The Mystic Masseur
- 2002: Der Super-Guru (The Guru)
- 2004: The Truth About Love – oder: Was du niemals wissen wolltest… (The Truth About Love)
- 2004: Dead Fish
- 2004: Touch of Pink
- 2004: Ella – Verflixt & zauberhaft (Ella Enchanted)
- 2006: Blood Diamond
- 2008: Rock N Rolla (RocknRolla)
- 2009: 2012
- 2009: Exam – Tödliche Prüfung (Exam)
- 2010: Basement
- 2011: Black Mirror (Fernsehserie, Folge 1x03)